# Чубартауський район
Чубарта́уський район — колишній район у складі Східноказахстанської області Казахстану.

## Історія
Район був утворений 1928 року у складі Каркаралінського округу, 1930 року переданий у пряме підпорядкування Казахської АРСР, а 1932 року увійшов до складу Алма-Атинської області. 14 жовтня 1939 року район був переданий до складу Семипалатинської області.
Станом на 15 березня 1940 року до складу району входили 7 сільських рад: Баканаська, Бідаїцька, Карабужирська, Косагаська, Маданіятська, Малгельдинська та Уюмдаська. 1962 року була ліквідована Карабужирська сільрада.
2 січня 1963 року район був ліквідований, територія увійшла до складу Аягузького району. Однак 31 грудня 1964 року район був відновлений. На той час до його складу входили 7 сільських рад: Айгизька, Баканаська, Бідаїцька, Косагаська, Маданіятська, Малгельдинська та Уюмдаська. 1967 року були утворені Жоргинська та Емельтауська сільради, 1975 року — Оркенська. 1990 року Уюмдаська сільрада була перейменована у Байкошарську.
3 травня 1997 року після ліквідації Семипалатинської області район увійшов до складу Східноказахстанської області. Однак 23 травня того ж року сам був ліквідований, територія увійшла до складу Аягозького району.